# Amblyomma sphenodonti
Amblyomma sphenodonti är en fästingart som beskrevs av Lionel Jack Dumbleton 1943. Amblyomma sphenodonti ingår i släktet Amblyomma och familjen hårda fästingar. Inga underarter finns listade i Catalogue of Life.